# Ronja Furrer
Ronja Furrer (* 18. Januar 1992) ist ein Schweizer Model.

## Leben und Karriere
Furrer wuchs im Dorf Lüterkofen im Kanton Solothurn auf. Mit 14 Jahren nahm sie am Elite Model Look Schweiz teil und erreichte den 2. Platz. Danach folgte der internationale Elite Model Look Contest in Marrakesch, wo sie unter die Top 15 kam. Im Alter von 15 Jahren zog sie nach Paris. Dort erhielt sie Aufträge für die Modezeitschriften  ELLE, Vogue und Marie Claire. Nach Abschluss der Schule ging sie nach New York, wo sie bis heute arbeitet und überwiegend lebt. Sie pendelt zwischen New York, Paris, London und der Schweiz.
Ronja Furrer wurde für die Magazine Brasilian Vogue, ELLE, Marie Claire, Teen Vogue, GQ, Harper’s Bazaar, Jalouse, Twelv, Amica, Biba, Madame Figaro, Anabelle, Bolero und Grazia fotografiert.
Furrer gehört zu den wenigen Schweizer Topmodels. Sie arbeitet erfolgreich für die Marken Zimmerli-Unterwäsche, PKZ, Maison Mollerus oder Globus. In der Frühjahrskampagne 2013 wird erstmals nicht nur Furrers Körper, sondern auch ihr Gesicht gezeigt. Andere Kunden, von denen sie Aufträge erhielt, waren Reed Krakoff, Jean Paul Gaultier, Schwarzkopf, Macy’s, Bloomingdale’s, Surface to Air, Nivea, Triumph und Esprit.
Im September 2011 erschien Furrer in der deutschen Ausgabe der Zeitschrift ELLE in einer zehnseitigen Modestrecke unter dem Titel «Die Garçonne». Darin präsentierte sie Mode und Looks im Stil der Schweizer Schriftstellerin und Pionierin Annemarie Schwarzenbach. Im Herbst 2011 war sie ab Oktober 2011 als neues Gesicht der Werbekampagne des Nobel-Kaufhauses Saks in New York City zu sehen, im Frühjahr 2012 als neues Gesicht in der weltweiten Werbekampagne von Ralph Lauren.
Sie posierte für Fotografen wie Mark Seliger, Carter Smith, Steven Meisel, Camilla Akrans, David Bellmere, Max Vadukal, Terry Gates, Armin Morbach, Greg Kadel und Manolo Campion. In einem Foto-Shooting mit dem Fotografen Manolo Campion ließ sie sich halbnackt in erotischen Posen ablichten.
Furrer war ab 2012 für fast zehn Jahre mit dem Rapper Stress liiert.